# Stirtonia
Stirtonia — викопний рід мавп Нового Світу родини коатових (Atelidae). Рід описаний з середини і кінця міоцену. Його скам'янілі рештки були знайдені у формуванні Ла Вента в Колумбії у Південній Америці.

## Види
- Stirtonia tatacoensis
- Stirtonia victoriae